# Weißes Labkraut
Das Weiße Labkraut (Galium album) ist eine Pflanzenart aus der Familie der Rötegewächse (Rubiaceae). Es ist in Mitteleuropa sehr häufig und wächst vor allem in Fettwiesen und an Halbruderalstandorten.

## Merkmale
Das Weiße Labkraut ist eine ausdauernde krautige Pflanze, ein Hemikryptophyt und erreicht Wuchshöhen von 30 bis 100 cm. Sie bildet tiefreichende Wurzeln. Die Stängel sind niederliegend bis aufsteigend, dünn, zart und vierkantig. Stachelborsten am Stängel fehlen. Die Blätter sind einaderig oder nur undeutlich geadert, linealisch und drei- bis sechsmal so lang wie breit. Sie sind plötzlich in die kurze Stachelspitze verschmälert und stehen in Quirlen zu 4 bis 10 Blättern.

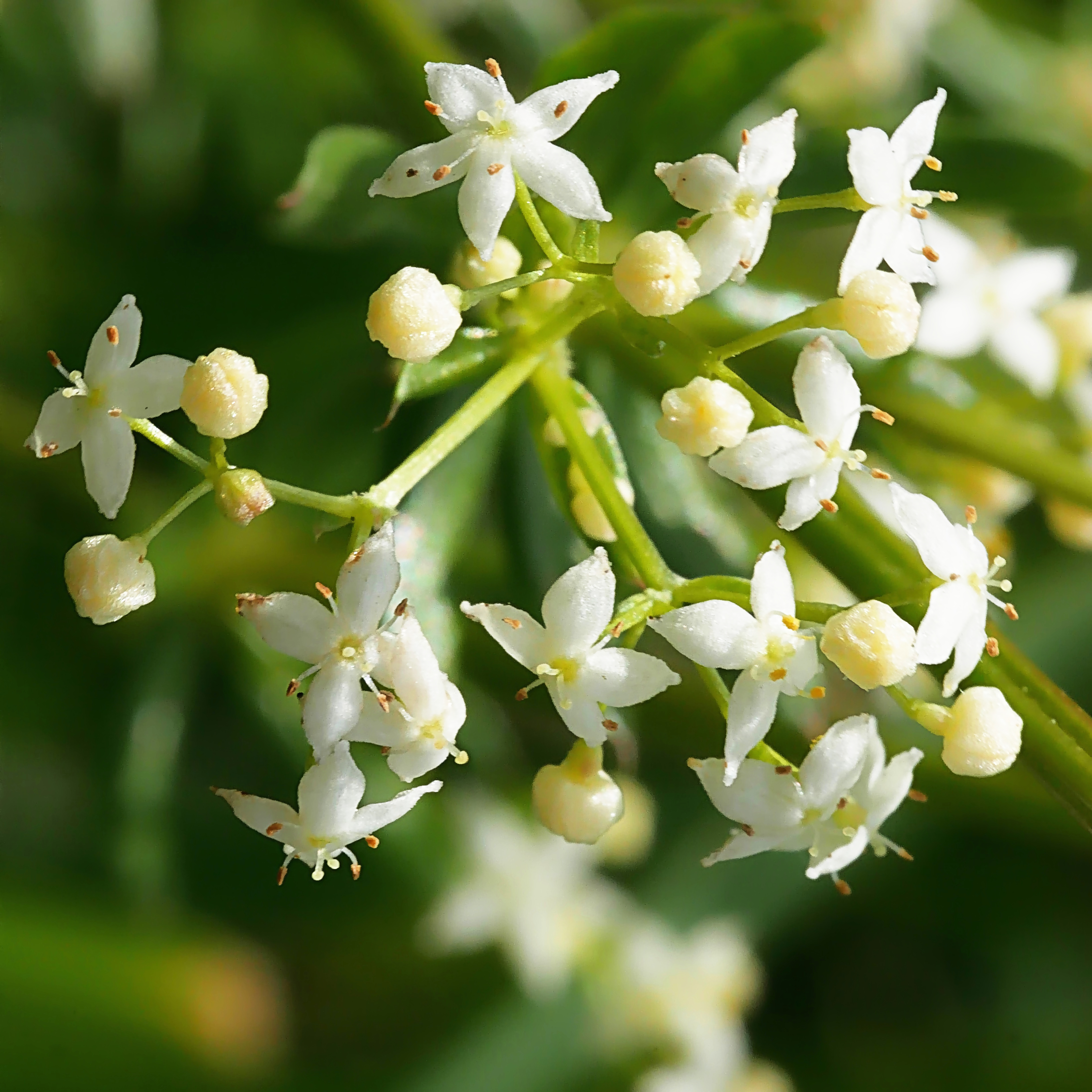
Blüten des Weißen Labkrauts

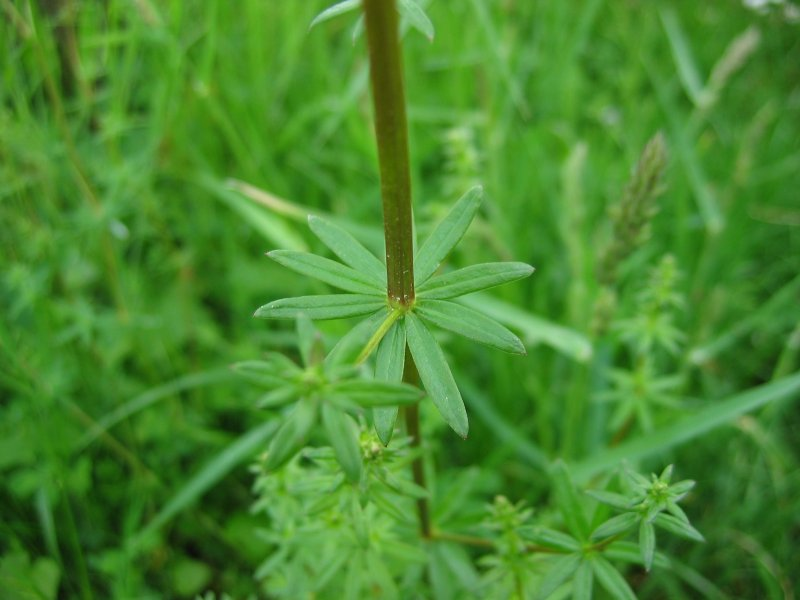
Quirlständige Blätter eines Weißen Labkrautes

Die Blütenstiele sind nicht haarfein und 1 bis 3 mm lang. Die Krone ist weiß, 3 bis 4 mm breit und besitzt keine deutliche Röhre. Die Kronzipfel sind nicht gleichmäßig zugespitzt und tragen eine feine, aufgesetzte Stachelspitze. Blütezeit ist Juni bis September, die Bestäubung erfolgt überwiegend durch Zweiflügler (Diptera). Die Blüten sind proterandrisch.
Die Trockenfrucht zerfällt in zwei einsamige Teilfrüchte, ist eiförmig und leicht gerunzelt. Die Fruchtstiele stehen in einem spitzen Winkel zur Achse, wodurch der Fruchtstand gedrängt erscheint.
Die Chromosomenzahl beträgt 2n = 44, die Art ist tetraploid.

## Verbreitung und Standorte
Das Weiße Labkraut ist in den ozeanisch geprägten Gebieten Eurasiens beheimatet.
Es wächst in Wiesen, Halbtrockenrasen, in Gebüschen und Trockenwald-Säumen, an Wegrändern sowie Schuttstellen und kommt bevorzugt auf eher trockenen bis frischen, nährstoffreichen Böden vor. Galium album steigt bis in die montane Höhenstufe und kommt bis 2100 m vor. In den Allgäuer Alpen steigt es im Tiroler Teil bei Holzgau bis zu einer Höhenlage von 1850 Metern auf.
Es ist eine Charakterart des Verbands der Tal-Fettwiesen (Arrhenaterion elatioris), kommt aber auch in etlichen anderen Verbänden und Klassen vor, so im Trifolion medii, Mesobromion, Thlaspietea rotundifolii, Alno-Ulmion minoris und Quercetalia pubescenti-petraeae.

## Systematik
Innerhalb der Gattung Labkräuter (Galium) gehört das Weiße Labkraut zur Artengruppe Galium mollugo agg. = Galium ser. Erecta Pobed. 
Innerhalb der Art Galium album kann man folgende Unterarten unterscheiden:
- Galium album subsp. album: Sie kommt von Europa bis ins westliche Sibirien und von Nordafrika bis in den nordöstlichen Sudan vor.[5]
- Galium album subsp. amani Ehrend. & Schönb.-Tem.: Sie kommt von der südlichen Türkei bis zum Libanon vor.[5]
- Galium album subsp. prusense (K.Koch) Ehrend. & Krendl: Sie kommt auf der südöstlichen Balkanhalbinsel, auf der Krim und von der nördlichen Türkei bis Transkaukasien vor.[5]
- Dickes Wiesenlabkraut (Galium album subsp. pycnotrichum (Haw. ex Schult. & Schult.f.) Krendl; Syn.:Galium pycnotrichum Haw. ex Schult. & Schult.f.): Sie kommt vom östlichen Mitteleuropa und Südosteuropa bis zur westlichen Türkei vor.[4][5]
- Galium album subsp. suberectum (Klokov) Michalk.: Sie kommt in der Ukraine in den südöstlichen Karpaten vor.[5]